# Fundació Getúlio Vargas
La Fundació Getulio Vargas (en portuguès i oficialment, Fundação Getúlio Vargas o FGV) és una institució brasilera privada d'ensenyament superior, fundada el 20 de desembre de 1944. Té la seu central a Rio de Janeiro i filials a Brasília i São Paulo; i està especialitzada en estudis d'administració, ciències socials, matemàtiques i relacions internacionals. L'any 2020 va situar-se en la tercera posició en el rànquing de think tanks elaborat per la Universitat de Pennsilvània.
A més de la xarxa de centres i biblioteques, la FGV té una editorial pròpia (FGV Editora), responsable de la publicació de la revista Estudos Históricos i la Mosaico. Ambdues són coordinades pel Centre d'Investigació i Documentació d'Història Contemporània del Brasil (Centro de Pesquisa e Documentação de História Contemporânea do Brasil, CPDOC), organisme subordinat a la Fundació. El CPDOC té disponibles per a consulta, a la seva pàgina web, el Dicionário Histórico-Biográfico Brasileiro i el Dicionário Histórico-Biográfico da Primeira República.